# Venusia euchloe
Venusia euchloe là một loài bướm đêm trong họ Geometridae.